# Edmund Ślaski
Edmund Ślaski, właśc. Slaski, niekiedy jest zwany też błędnie Śląskim (ur. 1831, zm. 30 października 1863 w Chwałowicach) – uczestnik powstania węgierskiego 1848 i powstania styczniowego.

## Życiorys
Pochodził ze szlacheckiej rodziny Slaskich herbu Grzymała. Był jednym z bardziej znanych polskich uczestników powstania węgierskiego 1848, później oficerem wojsk austriackich, a po zwolnieniu z wojska nauczycielem we Lwowie.
Po wybuchu powstania styczniowego walczył w Lubelskiem, m.in. pod Hutą Krzeszowską 19-21 marca 1863. Walczył w randze kapitana w partii Leona Czechowskiego, a następnie w stopniu majora jako dowódca własnego oddziału.
Od 5 maja 1863 jako „baron Bronicki” chronił się w domu Celiny i Kajetana Dominikowskich w Orelcu, a potem już w stopniu majora przebywał ponownie w tamtych stronach 21 sierpnia 1863.
W trakcie wyprawy gen. Aleksandra Waligórskiego 22 października 1863 został postrzelony w ramię w bitwie pod Łążkiem podczas szarży dragonów moskiewskich. Zmarł wskutek ran 30 października 1863 w szpitalu Chwałowicach. Został pochowany na cmentarzu parafialnym w Zaleszanach.